# Mumbai
Mumbai (Marathi: मुंबई/Mumbaī; spreek uit [mumbəi]; tot 1996: Bombay) is de grootste stad van India en de hoofdstad van de deelstaat Maharashtra. De stad had volgens de volkstelling in 2011 12.5 miljoen inwoners. 
De gehele verstedelijkte agglomeratie Groot-Mumbai omvat o.a. de voorsteden Bhiwandi, Kalyan-Dombivli, Thane en Vasai-Virar en telt 27,6 miljoen inwoners (2025). Hiermee is het qua grootte de tweede metropool van India en de zevende metropool van de wereld.

## Naam
De Griekse cartograaf Ptolemaeus vermeldde in de tweede eeuw n.Chr. de stad als Heptanesia, wat Oudgrieks is voor "een plaats van zeven eilanden". De Portugezen noemden het 'Bom Bahia', 'Buon Bahia' of 'Bambain', Portugees voor 'Goede Baai'. In 1538 noemden zij het ook wel Boa-vida, 'het eiland van het goede leven'. Toen later de Britten de controle over India verwierven werd de naam verengelst naar Bombay hoewel Marathi- en Gujarati-sprekers de stad als Mumbai kenden.
In 1996 werd de naam officieel gewijzigd in Mumbai, conform het streven om Indiase steden te hernoemen naar de originele Indiase benamingen. In de deelstaat Maharashtra was toen de hindoenationalistische partij Shiv Sena aan het bewind en die beweerde dat Bombay niets meer is dan een verbastering van het originele Mumbai.

## Geschiedenis

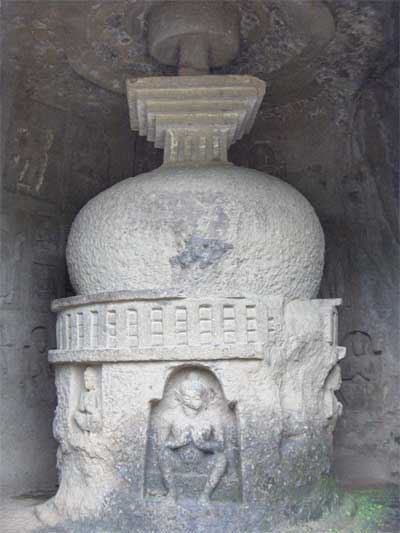
De grotten van Kanheri dienden als boeddhistisch centrum in de oudheid

Aan de hand van voorwerpen die nabij Kandivali in noordelijk Mumbai gevonden zijn, kan worden opgemaakt dat de eilanden sinds de Steentijd bewoond zijn geweest. Menselijke bewoning is gedocumenteerd sinds 250 v.Chr. toen het bij de Grieken bekendstond als Heptanesia. In de derde eeuw v.Chr. waren de eilanden een deel van het Maurya Rijk, geregeerd door de boeddhistische keizer Asoka. Gedurende de eerste paar eeuwen werd de macht over Mumbai betwist tussen de Indo-Scythische Westelijke Satrapen en de Satavahana's. De hindoe-heersers van de Silhara-dynastie bestuurden de eilanden tot 1343, toen Gujarat ze annexeerden. De grotten van Elephanta en het tempelcomplex Walkeshwar, een van de oudste bouwwerken van de eilandengroep, dateren uit deze periode.
In 1543 kregen de Portugezen de eilanden in ruil voor een bondgenootschap van sultan Bahadur Shah van Gujarat en in 1661 werden ze door Catharina van Bragança als bruidsschat aan Karel II van Engeland gegeven. De eilanden werden daarop in 1668 aan de Britse Oostindische Compagnie verpacht voor tien pond per jaar. De compagnie vond de diepe natuurlijke haven aan de oostkant van de eilanden goed geschikt voor hun eerste haven op het Indisch Subcontinent. De bevolking groeide snel van 10.000 in 1661 tot 60.000 in 1675, en in 1687 verplaatste de Britse Oostindische Compagnie haar hoofdkwartier van Surat naar Mumbai. De stad zal uiteindelijk de hoofdstad worden van het presidentschap (Mumbai Presidency).
Vanaf 1817 werd de stad heringericht en uitgebreid. Met behulp van grootschalige civiele werkzaamheden werd van de eilanden van de archipel één groot eiland (Salsette) gemaakt. Dit project, dat bekendstond als de Hornby Vellard was in 1845 gereed en resulteerde in een vergrote oppervlakte van 438 km². In 1853 reed India's eerste passagierstrein van Bombay naar Thane. Tijdens de Amerikaanse Burgeroorlog (1861-1865) werd de stad de belangrijkste katoenmarkt van de wereld wat voor een sterke groei van de economie zorgde en de stad een hoger aanzien gaf. Door de opening van het Suezkanaal in 1869 werd Mumbai een van de grootste zeehavens langs de Arabische Zee. In de dertig jaar die daarop volgde groeide de stad tot een groot stedelijk centrum uit, geprikkeld door een verbetering van de infrastructuur en het ontstaan van veel van de stad zijn instituten. Het aantal inwoners van de stad groeide tot een miljoen in 1906, waardoor het op dat moment de op een na grootste stad was van India, na Calcutta. Bombay werd tevens een belangrijk bolwerk voor de Indiase onafhankelijkheidsbeweging, met de Quit India Movement van Mahatma Gandhi in 1942 als de belangrijkste gebeurtenis.
Na India's onafhankelijkheid in 1947 werd het de hoofdstad van de staat Bombay (Bombay State). In 1950 verkreeg de stad zijn huidige stadsgrenzen, door een stadsuitbreiding naar het noorden. Na 1955, toen de staat Bombay werd gesplitst langs etnolinguïstische lijnen in de staten Maharashtra en Gujarat, was er een roep om van de stad een autonome stadstaat te maken. Een burgercomité, bestaande uit vooraanstaande Gujarati industriëlen lobbyde voor een autonome status voor Bombay. De Samyukta Maharashtra-beweging was hier echter fel op tegen en eiste dat Bombay de hoofdstad werd van de nieuwe staat Maharashtra. Na demonstraties waarin 105 mensen door politiegeweld om het leven kwamen, ontstond op 1 mei 1960 Maharashtra, met als hoofdstad Mumbai.
Hierna groeide Bombay uit tot de grootste stad en financiële hoofdstad van India. Tevens kreeg het een leidende rol als technologisch centrum en werd het het Indiase centrum van de entertainment-industrie (zie Bollywood). In de jaren negentig steeg het aantal inwoners ruim boven de tien miljoen en verplaatste de sterk groeiende bouwnijverheid zich naar het vasteland, hoofdzakelijk Navi Mumbai, de grootste geplande stad ter wereld.

### Communaal en terroristisch geweld
In de jaren zestig en zeventig werd Bombay meerdere keren getroffen door communaal geweld, waar onder andere aanhangers van de hindoenationalistische partij Shiv Sena bij waren betrokken. Op 17 mei 1984 braken er rellen uit tussen moslims en hindoes, wat meer dan tweehonderd levens kostte.
Tussen december 1992 en januari 1993 was de stad het toneel van grootschalige rellen en ander geweld tussen moslims en hindoes, gevolgd door een reeks van 13 gecoördineerde bomaanslagen op 13 maart. Alles bij elkaar kostte dit aan zo'n dertienhonderd mensen het leven. Men gaat er in het algemeen van uit dat de bomaanslagen het werk waren van de maffia-organisatie D-Company, hoofdzakelijk bestaande uit moslims. Voor de bomaanslagen werden meer dan honderd mensen opgepakt en veroordeeld, maar het vermoedelijke meesterbrein achter de aanslagen, Dawood Ibrahim, is nog steeds voortvluchtig.
Op 11 juli 2006 werd de stad getroffen door een serie explosies tijdens de drukke avondspits. Daarbij zijn zeker 200 doden gevallen en meer dan 714 gewonden. Kort na elkaar ontploften zeven bommen in overvolle forensentreinen.
Op 26 november 2008 vonden opnieuw aanslagen plaats in de stad, waaronder schietpartijen, aanvallen op hotels en gijzelingen.

## Bestuurlijke indeling

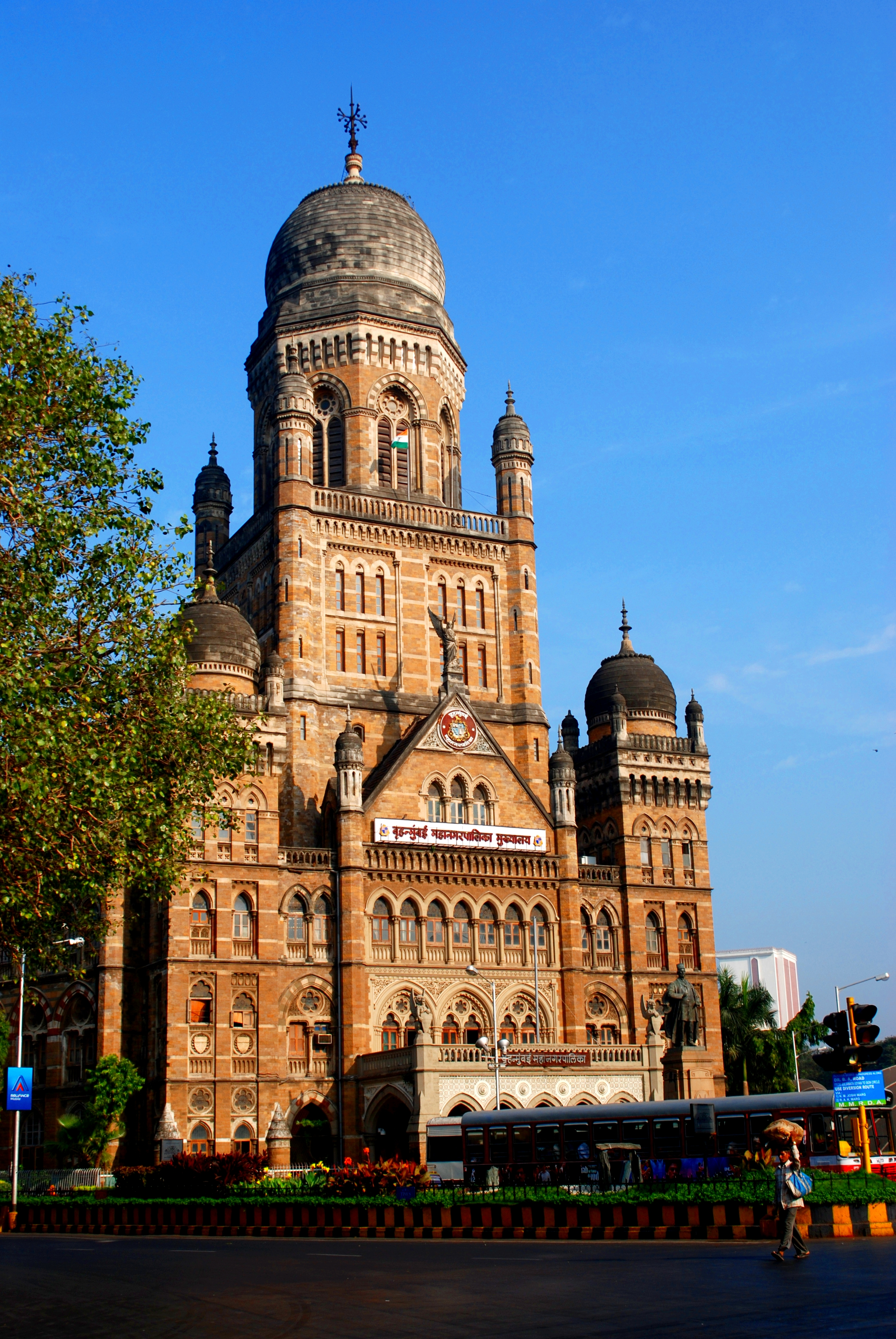
Hoofdkwartier van de Gemeentelijke Corporatie van Groot-Mumbai

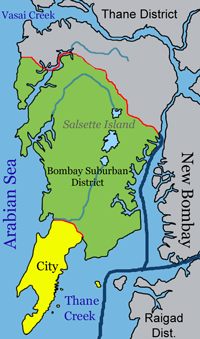
Districten in en rond Mumbai

De gemeente Mumbai wordt bestuurd door de Gemeentelijke Corporatie van Groot-Mumbai (Marathi: बृहन्मुंबई महानगर पालिका, Engels: Brihanmumbai Municipal Corporation of de BMC). De burgemeester is sinds 22 november 2019 Kishori Pednekar.
De gemeente Mumbai is op staatsniveau verdeeld over twee districten;
- Mumbai Stad (Mumbai City), de binnenstad van Mumbai met een oppervlakte van 69 km² en 3.326.837 inwoners (2001[2])
- Mumbai Suburbaan (Mumbai Suburban), de buitenwijken en enkele voorsteden van Mumbai met een oppervlakte van 534 km² en 8.587.561 inwoners (2001[2]) Het districtscentrum is gevestigd in Bandra.

De stedelijke agglomeratie van Mumbai ligt verder verspreid over de districten Thane en Raigad.
Daarnaast wordt de gemeente voor bestuurlijke doeleinden verdeeld in zes zones, die elk weer zijn onderverdeeld in drie tot vijf wards.
| Zone | Wards (met welke wijken er o.a. (deels) onder vallen)                                                                          |
| ---- | --- |
| 1    | A (Colaba), B, C, D (Breach Candy, Tardeo), E (Byculla)                                                                        |
| 2    | F/North (Matunga), F/South (Parel), G/North (Dadar), G/South                                                                   |
| 3    | H/East (Santa Cruz, Vile Parle, Mahim, Dharavi), H/West (Bandra, Khar), K/East (Andheri-Oost), K/West (Andheri-West, Oshiwara) |
| 4    | P/North (Malad), P/South (Goregaon), R/Central (Borivali), R/North (Dahisar), R/South (Kandivali)                              |
| 5    | L (Kurla, Powai), M/East (Chembur-Oost), M/West (Chembur-West)                                                                 |
| 6    | N (Ghatkopar), S (Bhandup), T (Mulund)                                                                                         |

## Geografie
De stad is gevestigd op het eiland Salsette, gelegen aan de Arabische Zee. Samen met de voorsteden is Mumbai een van 's werelds grootste stedelijke agglomeraties. Volgens de volkstelling in 2001 had de agglomeratie 16.368.084 inwoners. Volgens een niet-officiële schatting over 1 januari 2009 heeft de agglomeratie ondertussen 22.300.000 inwoners. De grootste voorsteden zijn, van groot naar klein; Thane, Kalyan-Dombivli, Navi Mumbai, Mira-Bhayandar en Ulhasnagar.
De stad beschikt ook over een haven die van groot belang is voor het land. Ongeveer de helft van India's reizigersvervoer gaat over water, alsook een significant deel van de totale goederenoverslag, gaan via de haven van Mumbai.
Mumbai is het culturele en commerciële hart van India. Het huisvest een boel belangrijke financiële instellingen en vele Indiase bedrijven hebben er hun hoofdkantoor. Vanwege de hogere levensstandaard worden immigranten van over heel India aangetrokken, de stad is daarom ook een smeltkroes van verschillende Indiase culturen.
Behalve om de industrie is Mumbai ook bekend om zijn filmproducties. Mensen uit de hele wereld komen hierheen om te acteren en te werken in Bollywood, een samentrekking van de oude naam Bombay en Hollywood.
Een van de opvallendste bouwwerken van de stad is de Gateway of India, gebouwd ter herinnering aan een bezoek van de Britse koning George V in 1911. De laatste Britse militairen verlieten India in 1948 via deze poort.

## Bevolking
Volgens de volkstelling van 2011 telt de stad Mumbai ruim 12,4 miljoen inwoners. De metropool Mumbai telt echter 18.394.912 inwoners. Ongeveer twee op de drie inwoners is aanhanger van het hindoeïsme (66%), een vijfde deel is islamitisch (21%), 5% is boeddhistisch, 4% behoort tot het jaïnisme en 3% is christelijk. Marathi is de meest gesproken taal, gevolgd door Hindi, Urdu, Gujarati en Engels. Bijna 90% van de bevolking is alfabeet.
De stad kent vele sloppenwijken. 43 procent van de bevolking leeft in sloppenwijken en andere informele nederzettingen. De bekendste is Dharavi, met zo'n 1 miljoen inwoners, een van de grootste sloppenwijken van Azië. Alleen  Orangi Town in Karachi is groter.

## Transport

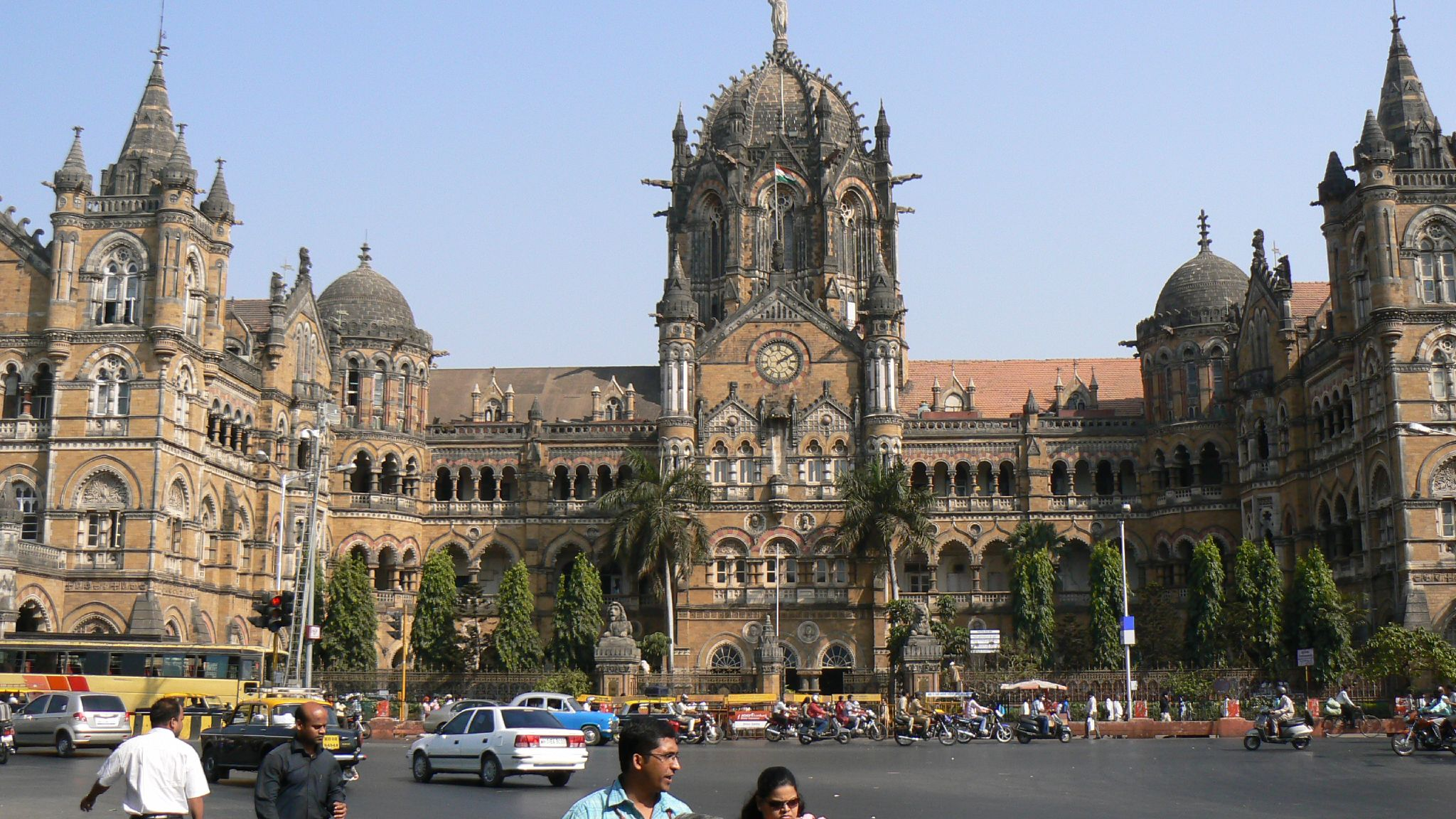
Chhatrapati Shivaji Terminus

Schematische kaart van de Mumbai Suburban Railway

De meeste inwoners van Mumbai maken voor hun woon-werkverkeer gebruik van het openbaar vervoer. Dit in verband met het gebrek aan parkeerplaatsen, de verkeersopstoppingen en de, vooral in het moessonseizoen, in het algemeen slechte staat van onderhoud van de wegen.
De stad is het hoofdkwartier van twee zones van de Indiase spoorwegen; de Central Railway (CR) met als hoofdkwartier de Chhatrapati Shivaji Terminus (voorheen de Victoria Terminus) en de Western Railway (WR) met het hoofdkwartier nabij Churchgate.
De ruggengraat van het transport in Mumbai is de Mumbai Suburban Railway. Deze bestaat uit drie van elkaar gescheiden netwerken, die alle drie ruwweg, in noord-zuid-richting over de lengte van de stad liggen. De Western Railway loopt door het westelijke deel van het stedelijk gebied en de Central Railway verzorgt het centrale en noordoostelijke deel van Mumbai.
Beide lijnen komen ook in de omliggende forensensteden en hebben beide een lengte van zo'n 125 km. De Harbour Line is een onderdeel van de Central Railway en loopt in het zuidoosten van de stad, langs de haven en splitst zich richting Andheri (bij het vliegveld) in het noordwesten en Panvel, via Navi Mumbai, in het oosten.
De bouw van de metro van Mumbai is in juni 2006 van start gegaan en de planning is dat in 2011 de eerste lijn operationeel wordt.
Het openbaar busvervoer wordt verzorgd door de Brihanmumbai Electric Supply and Transport (BEST), een zelfstandig onderdeel binnen de Brihanmumbai Municipal Corporation (Gemeentelijke Corporatie van Groot-Mumbai) (BMC), en verzorgen vrijwel alle delen van het stedelijk gebied van en rondom Mumbai. Bussen worden gebruikt voor korte tot middellange afstanden en de treinen voor langere afstanden. De bussen van BEST bestaan uit gewone bussen en dubbeldekkers.
De taxi's, die tot vier personen meenemen, rijden in vrijwel het gehele stedelijke gebied. Geautomatiseerde riksja's, die alleen buiten het centrum opereren, zijn de meest gebruikte vervoermiddelen op afroep. Deze driewielige voertuigen kunnen maximaal drie personen meenemen.
Het vliegveld van Mumbai heet Chhatrapati Shivaji International Airport (voorheen Sahar International Airport) en is het drukste vliegveld van India. De Andheri terminal verzorgt de internationale vluchten en de Santacruz terminal verzorgt de vluchten binnen India. Het vliegveld ligt in het noordwesten van de stad, midden tussen de bebouwing.
De haven van Mumbai wordt als een van de beste natuurlijke havens ter wereld beschouwd en verzorgt naast een aanzienlijk deel van het Indiase goederenvervoer, vijftig procent van het Indiase passagiersvervoer over zee. Mumbai is tevens een belangrijke basis voor de Indiase marine. Veerboten van Ferry Wharf verzorgen goedkope toegang tot in de buurt gelegen eilanden en stranden.

## Stedenbanden
- Honolulu (Verenigde Staten)
- Los Angeles (Verenigde Staten)
- Sint-Petersburg (Rusland)
- Yokohama (Japan)
- Amsterdam (Nederland)
- Stuttgart (Duitsland)